# Chavío
Chavío är en ort i Mexiko.   Den ligger i kommunen San Jerónimo Sosola och delstaten Oaxaca, i den sydöstra delen av landet, 300 km sydost om huvudstaden Mexico City. Chavío ligger 1 978 meter över havet och antalet invånare är 120.
Terrängen runt Chavío är kuperad. Runt Chavío är det mycket glesbefolkat, med 7 invånare per kvadratkilometer. Närmaste större samhälle är San Francisco Telixtlahuaca, 14,9 km öster om Chavío. I omgivningarna runt Chavío växer huvudsakligen savannskog.